# Provincia de Soum
Soum es una de las 45 provincias de Burkina Faso, su capital es Djibo.

## Departamentos (población estimada a 1 de julio de 2018)
La provincia está dividida en ocho departamentos:
- Arbinda 129,252
- Baraboulé 42,291
- Diguel 12,487
- Djibo 87,017
- Kelbo 35,651
- Koutougou 27,003
- Nassoumbou 28,414
- Pobé-Mengao 34,772
- Tongomayel 104,111